# Acer carpinifolium
Acer carpinifolium é uma espécie de árvore do gênero Acer, pertencente à família Aceraceae.